# Metropolia Guayaquil
Metropolia Guayaquil – metropolia rzymskokatolicka w Ekwadorze utworzona 22 stycznia 1956 roku.

## Diecezje wchodzące w skład metropolii
- Archidiecezja Guayaquil
  - Diecezja Babahoyo
  - Diecezja Daule
  - Diecezja Santa Elena
  - Diecezja San Jacinto

## Biskupi
- Metropolita: kard. Luis Cabrera Herrera OFM (od 2015) (Guayaquil)
- Sufragan: bp Skiper Yáñez Calvachi (od 2018) (Babahoyo)
- Sufragan: bp Krzysztof Kudławiec  (Daule)
- Sufragan: bp Guido Iván Minda Chalá (od 2022) (Santa Elena)
- Sufragan: bp Gustavo Rosales Escobar (nominat) (San Jacinto)

## Główne świątynie metropolii
- Katedra św. Piotra w Guayaquil
- Bazylika Matki Boskiej Miłosiernej w Guayaquil
- Katedra Matki Boskiej Miłosiernej w Babahoyo
- Bazylika katedralna św. Jacka w Yaguachi